# Franco, ese hombre
Franco, ese hombre es un documental conmemorativo sobre la figura de Francisco Franco dirigido en 1964 por José Luis Sáenz de Heredia.

## Sinopsis
En 1964, dentro de las celebraciones por los “veinticinco años de paz” transcurridos desde el final de la guerra civil española, Franco quiso que se hiciese un documental sobre su figura, para lo que eligió como director a José Luis Sáenz de Heredia, que ya había hecho Raza sobre un guion del propio general. En realidad una comisión interministerial presidida por Manuel Fraga dio forma al guion al que se le achacó una excesiva benevolencia para con la derecha republicana, algo abiertamente contrario a la doctrina de guerra total antirrepublicana.
En este documental se realiza un amplio repaso de la vida de Francisco Franco, lo que supone un repaso a la historia del siglo XX hasta ese momento. Así, los principales acontecimientos del siglo son analizados a través de la vivencia de Franco, que fue protagonista de muchos de ellos, en este documento histórico en el que se dan cita, entre otros, Alfonso XIII, Azaña, Lenin, el general Mola, Mussolini, Primo de Rivera y Orbaneja, y Roosevelt.
La historiadora francesa Nancy Berthier ha estudiado pormenorizadamente esta película en su contexto de producción y distribución a partir de unas fuentes documentales inéditas en su tesis doctoral defendida en la Sorbona en el año 1994, posteriormente publicada en una versión abreviada titulada Le franquisme et son image. Image et propagande, Toulouse, PUM, 1974. Descubrió con este motivo que el cineasta había previsto dirigir la segunda parte de la vida de Franco, desde los años 60 hasta su muerte, punto de arranque de la ficción, bajo el título El último caído.
Vicente Sánchez Biosca analiza esta obra y el contexto en el que fue publicada, cuestionando el hipócrita cambio de estrategia del Estado, negando la condición de filme de propaganda, en "Guerra y paz. Las nuevas retóricas de los sesenta".